# Nongbok
Nongbok (tiếng Lào: ເມືອງໜອງບົກ) là một muang (mường, huyện) thuộc tỉnh Khammouan ở trung Lào .